# Sphenocratus reticulatus
Sphenocratus reticulatus är en insektsart som först beskrevs av Oshanin 1913.  Sphenocratus reticulatus ingår i släktet Sphenocratus och familjen Dictyopharidae. Inga underarter finns listade i Catalogue of Life.